# David Brazil
Francisco David dos Santos, mais conhecido como David Brazil (Recife, 25 de julho de 1969), é um repórter, apresentador, ator, promotor de eventos e radialista brasileiro.

## Biografia

### Infância e início de carreira
David Brazil mudou-se de Recife, Pernambuco, com 10 anos de idade, após a separação de seus pais. Sua mãe saiu da capital pernambucana, com seus outros 5 irmãos (Samuel, Luís, João, Ana, Elizabeth e Ana Lúcia), e mudou-se para Campina Grande, no interior do estado da Paraíba. Lá, sua mãe arrumou serviço como garçonete no restaurante universitário da Universidade Federal da Paraíba. Segundo uma entrevista cedida para a Revista Istoé Gente, David declarou que sempre frequentava a igreja Assembleia de Deus por obrigação de sua mãe, mas seu sonho quando pequeno, sempre foi ser modelo. David, quando ainda morava em Campina Grande, trabalhava como empregado doméstico, e neste meio, acabou trabalhando para um casal, que era natural do Rio de Janeiro e estava em Campina Grande para trabalho. O casal gostava do trabalho e da pessoa de David. Quando ambos iriam pegar férias, e seguir viagem para o Rio de Janeiro, em dezembro do ano de 1988, David pediu para ir com eles. Ao chegar na cidade do Rio de Janeiro, foi para nunca mais voltar. A vontade de David de morar na cidade maravilhosa, fez com que ele procurasse em jornais jogados no lixo, anúncios sobre vagas de emprego, onde encontrou uma vaga para balconista em um restaurante natural em Ipanema, na zona sul da capital fluminense. Após ser contratado pelo restaurante, em menos de uma semana já era popular na região por sua espontaneidade, foi a partir daí, que sua carreira começou a ter início.

### Carreira como promoter e na televisão
David foi trabalhar como caixa na churrascaria Búfalo Grill. E num dia, a moça da recepção pediu para ele ficar abrindo e fechando a porta. A ordem era dizer: "Oi, Boa noite!" e "Tchau, obrigado!", mas que David não seguia o roteiro, e elogiava a roupa dos clientes que entrava no restaurante, onde foi ganhando carisma de todos que frequentavam o local. Após o "sucesso", o dono do restaurante colocou David como recepecionista, e foi neste serviço que foi conhecendo os famosos. David conta que Cristiana Oliveira foi a primeira famosa que ele promoveu, fez a festa de aniversário dela no restaurante mesmo. A assessoria de imprensa do restaurante achou curioso o fato de o local ter um promoter gago e que fazia a alegria dos clientes e resolveu divulgá-lo. Sua estreia na mídia foi na coluna da Christine Ajuz no jornal O Dia. A partir de então a assessoria e o promoter fizeram uma dobradinha e David não parou mais de aparecer. No jornal O Globo, a primeira nota a seu respeito foi na coluna Pessoas assinada pelos jornalistas Cesar Tartaglia e Tânia Neves.
Seu local de trabalho, permitiu-lhe conhecer várias pessoas importantes do mundo artístico. Nestes meio tempo, David conheceu o ator Marcos Breda, que iria interpretar um gago no teatro, e buscou ajuda de David para lhe dar algumas dicas. Após isto, a assessoria da peça usou isso como um "gancho" para uma matéria, e deu sua primeira entrevista na televisão, para o Jô Soares, no ano de 1994, ganhando uma tremenda repercussão. Na mesma época, uma amiga de David lhe apresentou para um dos sócios da Churrascaria Porcão, que falou para ele ficar lá por três meses sem compromisso. Apesar do receio dos outros sócios, de colocar um gago para promoter, David começou a dar ideias de convidar amigas famosas para emplacar fotos nas colunas sociais e dar mais visibilidade ao restaurante e churrascaria, onde continua até os dias de hoje como promotor de eventos do restaurante, já faz mais de 13 anos. Por esta grande notoriedade no mundo artístico, e por ter amigos na área, estreou em 1996 como ator na telenovela O Fim do Mundo, da Rede Globo, onde interpretou a personagem "Gisele". No ano de 2000 esteve na minissérie Aquarela do Brasil, escrita por Lauro César Muniz com colaboração de Rosane Lima.
Em 2009, foi contratado pelo SBT para ser repórter no Domingo Legal do quadro "Trocando as Bolas" ao lado de Helen Ganzarolli, que meses depois foi substituída por Mayra Cardi. David e Mayra permaneceram no comando até a extinção do quadro no programa.
Atualmente, além de ser promoter da Churrascaria Porcão, também promove a escola de samba Acadêmicos do Grande Rio. E faz participações esporádicas na televisão em diversos programas de auditórios da Rede Globo, Record TV, BAND, SBT e Rede TV!, além de ser um dos comunicadores da rádio FM O Dia.
Em 2013, fez uma pequena participação especial no filme As Aventuras de Crô.
Em 2014, David canta as faixas "A Vizinha (Pega ela, Peru)" e "Cabeleleira do Zezé" do CD Pancadão das Marchinhas, uma compilação especial lançada pela Som Livre para o Carnaval de 2014. No álbum ainda tem participação de Anitta, Valesca Popozuda, Mr. Catra, Buchecha, MC Koringa, entre outros.

### Gagueira
Apesar de haver controvérsias, que David usa a guagueira como uma "espécie de marketing pessoal", para poder fazer humor, ele afirma que o problema começou a se manifestar desde criança, e sofreu muitos problemas com isto. Sua mãe, Maria Cícero de Melo, inconformada do filho ter desenvolvido a gagueira depois de crescido, tentou curá-lo levando-o aos cultos de sua igreja, Maria acreditava ser "um ganso que o diabo pôs atrás dele". Mas o embaraço na voz de David acabou rendendo uma boa notoriedade para ele quando mudou-se para o Rio de Janeiro, fazendo disto, o começo de tudo.

### Nome artístico
David Brazil conta que adotou o nome artístico porque adorava as lojas Yés, Brazil. Como não podia comprar roupas lá, por não ter dinheiro, ele então decidiu usar o nome da loja como uma espécie de homenagem.

## Filmografia

### Televisão
| Ano  | Título              | Personagem                 | Notas                                     |
| ---- | ------------------- | -------------------------- | ----------------------------------------- |
| 1996 | O Fim do Mundo      | Gisele                     |                                           |
| 1996 | Vira-lata           | Garçom                     | Participação especial                     |
| 1998 | Caça Talentos       | Pantera                    | Episódio: "Escolinha do Professor Cabral" |
| 2000 | Aquarela do Brasil  | Norberto                   |                                           |
| 2001 | Planeta Xuxa        | Ele mesmo / Repórter       | Quadro: Redação do Planeta                |
| 2001 | O Clone             | Ele Mesmo                  |                                           |
| 2008 | Show do Tom         | Ele mesmo                  |                                           |
| 2009 | Domingo Legal       | Repórter                   | Quadro: "Trocando as Bolas"               |
| 2012 | Cante se Puder      | Ele mesmo / atime vermelho | Episódio: "17 de outubro"                 |
| 2014 | Tudo pela Audiência | Convidado especial         | Episódio: "19 de maio"                    |
| 2015 | Programa Eliana     | Repórter                   |                                           |
| 2015 | Ferdinando Show     | Ele mesmo                  | Episódio: 9 de setembro                   |

### Cinema
| Ano  | Título                                     | Personagem   |
| ---- | ------------------------------------------ | ------------ |
| 2001 | Xuxa e os Duendes                          | Duende Rodim |
| 2002 | Xuxa e os Duendes 2 - No Caminho das Fadas | Duende Rodim |
| 2013 | As Aventuras de Crô                        | Ele Mesmo    |
| 2015 | Vai Que Cola - O Filme                     | Ele Mesmo    |

### Internet
| Ano  | Título                             | Personagem |
| ---- | ---------------------------------- | ---------- |
| 2015 | Porta dos Fundos (Esquete: "Gago") | Ele mesmo  |